# Artabotrys roseus
Artabotrys roseus là loài thực vật có hoa thuộc họ Na. Loài này được Boerl. mô tả khoa học đầu tiên năm 1899.